# ویلیاهازو
ویلیاهازو (به لاتین: Viliahazo) یک منطقهٔ مسکونی در ماداگاسکار است که در آنالامانگا واقع شده‌است. ویلیاهازو ۲٬۵۱۳ نفر جمعیت دارد و ۱٬۴۹۳ متر بالاتر از سطح دریا واقع شده‌است.